# Гідроцеле
Гідроцеле яєчка (лат. hydrocele testis, водянка оболонки яєчок) — це патологічний процес що характеризується накопиченням рідини між оболонками яєчка.

## Класифікація
- За етіологією:
  - вроджена (ізольована, сполучена з іншою порожниною);
  - набута (первинна — характеризується виникненням дисбалансу між секрецією та адсорбцією рідини між листками в піхвовій оболонці, вторинна — як ускладнення інших патологічних процесів);
- за клінічним перебігом:
  - гостра — розвивається до 2 тижнів, після яких може безслідно зникнути або переходить у хронічну форму;
  - хронічна;
- за структурою:
  - однокамерна;
  - багатокамерна (при наявності спайок в серозній порожнині);
- за розташуванням:
  - правобічне гідроцеле;
  - лівобічне гідроцеле;
  - двостороннє гідроцеле;
- за об'ємом рідини:
  - малий розмір — до 50 см3;
  - середнього розміну — від 50 до 200 см3;
  - великого розміру — від 200 до 1 л;
  - гігантського розміру — від 1 л (зафіксовані випадки гідроцеле з об'ємом рідини близько до 3 літрів).

## Етіопатогенез
Причини розвитку гідроцеле до кінця ще досі не встановленні, близько у 25 % випадків етіологічні моменти не виявляються. На цей момент є 3 основні теорії виникнення водянки оболонок яєчка. — Теорія вродженого походження — виникає внаслідок незрощення вагінального відростка очеревини і має сполучення з черевною порожниною, внаслідок чого досить часто присутня також водянка оболонок сім'яного канатика — фунікулоцеле. Ряд дослідників вказує на те, що при вродженій водянці оболонок яєчка, сполученій з черевною порожниною, серозна рідина активно переміщається (внаслідок скорочення гладкої мускулатури, що також перешкоджає зворотному току) до піхвових оболонок яєчка, внаслідок чого підвищується внутрішньо-оболонковий тиск та чиниться альтераційна (пошкоджуюча) дія на оболонки. — Теорія травматичного виникнення — при травмах калитки та промежини, порушення лімфо-обігу що виникають внаслідок травматизації. Внаслідок травми також може бути присутнє гідро-гематоцеле. Ятрогенні травми лімфатичних судин при виконанні таких операцій як варикоцелектомія, герніотомія або пластика пахового кільця, також операції на сімявиносних протоках. — Теорія інфекційного походження — запальні захворювання органів калитки (орхіт, епідидиміт, фунікуліт).
Клінічно також гідроцеле може виникати при системних хронічних захворюваннях і станах (серцево-судинні патології, серцева декомпенсація, асцит). Фізіологічна водянка оболонок яєчка зустрічається приблизно у 5 % новонароджених і в більшості випадків самостійно проходить до кінця 1-го року.

## Клінічна картина
За клінічним перебігом розрізняють гостру та хронічну водянку оболонок яєчка, основний симптом клінічної картини характеризується збільшенням однієї або двох (при двосторонньому процесі) половин калитки. Гостра реактивна водянка супроводжується на фоні іншого захворювання, як правило інфекційно-запального характеру, в цьому випадку хворий скаржиться на гострий біль та підвищення температури. Хронічна водянка розвивається поступово, калитка з ураженого боку має кулеподібну форму, м'яку та еластичну на дотик, як правило не болюча при пальпації, в нижньому задньому відділі якого знаходиться яєчко. Для водянки характерно те що вона просвічується, тому для діагностики застосовують діафаноскопію. Якщо водянка досягає великих розмірів, то це може створити труднощі при сечовипусканні і при статевому акті. Гострий біль пацієнт може відчувати коли виникають ускладнення гідроцеле на тлі запальних захворювань мошонки. Більш рідкісним варіантом захворювання є гідро-гематоцеле, що виникає в результаті травми, і є крововиливом в порожнину гідроцеле. Нагноєння оболонок яєчка — піоцеле зустрічається як ускладнення запалення придатків яєчка, орхіту.

## Діагностика
- Початкова діагностика гідроцеле базується на даних анамнезу та огляді і пальпації статевих органів (При пальпації в калитці можна пропальпувати безболісний утвір щільно-еластичної консистенції, з гладкою поверхнею, з відчутною флуктуацією. Яєчко зміщене в нижню задню позицію, при великому об'ємі накопиченої рідини пальпується рідко).
- Ультразвукове дослідження органів калитки — зараз одне з найчастіше використовуваних та найдоступніший метод обстеження. Дозволяє з високою точністю встановити діагноз гідроцеле, шляхом візуалізації накопиченої рідини між оболонками яєчка. Також іноді допомагає встановити причину виникнення водянки оболонок яєчка (пухлини яєчка, епідидиміт, орхіт).
- Діафаноскопія — метод обстеження що характеризується просвічуванням всіх оболонок яєчка та «водяного мішечка» шляхом ціле-напрямленого світлового потоку. Симптом просвічування буває від'ємним в тих випадках якщо оболонки яєчка різко потовщенні, присутні гематоцеле, піоцеле або присутній тканинний утвір.
- Крім об'єктивного обстеження калитки, застосовують також ЗАК, ЗАС, урогенітальні дослідження на предмет урогенітальної інфекції.

## Диференційна діагностика
Найчастіше диференціювати потрібно з:
1. Пахова, пахово-калиткова кила.
2. Пухлини яєчка (пухлина яєчка при пальпації щільна, іноді горбкувата, при діафаноскопії не просвічується, при ультразвуку візуалізація характерного утвору та можливе посилене кровопостачання)
3. Гематоцеле — крововилив в порожнину водянки оболонок яєчка, що виникає внаслідок травми, геморагічних діатезів.
4. Піоцеле — нагноєння оболонок яєчка при гідроцеле, є ускладненням абсцедуючого орхіту чи епідідимоорхіту.

## Лікування
Водянка оболонок яєчка належить до захворювань, що лікуються переважно хірургічно. Винятки можуть становити фізіологічні вроджені водянки у дітей раннього віку. Гідроцеле може бути реактивною при запальних процесах в яєчках, придатках, травмі й інших захворювань та зазвичай піддається консервативним методам лікування (антибактеріальна терапія, носіння суспензорію, спокійний режим).
Методи лікування водянки оболонок яєчка можна розділити на 3 основні групи:
- Пункційні — аспірація рідини за допомогою голки в нижній частині калитки, є паліативним методом. При пункції проводиться тільки видалення накопиченої рідини, не впливаючи на етіопатогенез захворювання. Зазвичай до 6 місяців настає рецидив захворювання.
- Ін'єкційні — при ін'єкційному методу лікування після евакуації рідини вводять різноманітні речовини, які викликають склерозування оболонок яєчка (спирт, тетрациклін, етоксисклерол та інші).
- Оперативні — найбільш поширений тип лікування, в Україні застосовуються операції Бергмана і Вінкельмана. Операція Бергмана (гідроцелектомія) — зводиться до висічення паріетального листка піхвової оболонки яєчка через калитковий доступ. У випадку об'ємних гідроцеле в рані залишають дренаж і накладають тиснучу пов'язку. Операція Вінкельмана — полягає у розсічені оболонок яєчка спереду та після вивертання оболонок з наступним їх зшиванням країв оболонок з заді придатку. На сьогодні більшість хірургів відмовились від неї через її травматичність та порушення анатомічного взаємовідношення яєчка і сім'яного канатика.

Операція Лорда — при цій операції проводиться розсічення оболонок яєчка, вивільнення рідини і проводиться так зване гофрування вагінальної оболонки навколо яєчка. При цьому саме яєчко від навколишніх тканин не звільняється і в рану не виводиться, що зменшує травматизацію прилеглих тканин та судин яєчка.
За кордоном у пацієнтів старше 40 років перевага віддається малоінвазивному та ефективному методу лікування — склеротерапії оболонок яєчка. Її досить легко виконувати в амбулаторних умовах, і вона не потребує госпіталізації. Це пояснюється тим, що на відміну від операційних методів, у склеротерапії значно менша кількість ускладнень, натомість досить високий позитивний ефект лікування. Безпечність методу підтверджується низьким числом ускладнень та відсутності значного впливу на сперматогенез.
Склерозування оболонок — це метод лікування, під час якого здійснюється аспірація рідини і після цього порожнину піхвової оболонки вводиться склерозанти— лікарській препарат, що перешкоджає продукуванню рідини серозними оболонками.
Прогноз лікування гідроцеле в основному сприятливий, винятки можуть бути при тривалому стисненні яєчка рідиною, особливо у людей молодого віку, внаслідок чого може розвинутись гіпотрофія та порушення сперматогенезу в яєчках.